# Liban na Zimowych Igrzyskach Olimpijskich 2022
Liban na Zimowych Igrzyskach Olimpijskich 2022 – występ kadry sportowców reprezentujących Liban na igrzyskach olimpijskich, które odbyły się w Pekinie w Chińskiej Republice Ludowej, w dniach 4-20 lutego 2022 roku.
Reprezentacja Libanu liczyła trzech zawodników – jedną kobietę i dwóch mężczyzn.
Był to osiemnasty start Libanu na zimowych igrzyskach olimpijskich.

## Reprezentanci

### Biegi narciarskie
| Zawodnik  | Konkurencja                | Kwalifikacje | Kwalifikacje | Ćwierćfinały | Ćwierćfinały | Półfinały | Półfinały | Finał   | Finał    | Finał   | Źródło |
| Zawodnik  | Konkurencja                | Czas         | Miejsce      | Czas         | Miejsce      | Czas      | Miejsce   | Czas    | Strata   | Miejsce | Źródło |
| --------- | -------------------------- | ------------ | ------------ | ------------ | ------------ | --------- | --------- | ------- | -------- | ------- | ------ |
| Elie Tawk | bieg indywidualny mężczyzn | —            | —            | —            | —            | —         | —         | 51:46,5 | +13:51,7 | 92.     | [ 1 ]  |
| Elie Tawk | sprint mężczyzn            | 3:47,73      | 84.          | NQ.          | NQ.          | NQ.       | NQ.       | NQ.     | NQ.      | 87.     | [ 1 ]  |

### Narciarstwo alpejskie
| Zawodnik     | Konkurencja            | 1 przejazd | 1 przejazd | 2 przejazd | 2 przejazd | Łącznie | Łącznie | Źródło |
| Zawodnik     | Konkurencja            | Czas       | Pozycja    | Czas       | Pozycja    | Czas    | Pozycja | Źródło |
| ------------ | ---------------------- | ---------- | ---------- | ---------- | ---------- | ------- | ------- | ------ |
| Cesar Arnouk | slalom mężczyzn        | 1:07,05    | 47.        | 58,37      | 34.        | 2:05,42 | 38.     | [ 2 ]  |
| Cesar Arnouk | slalom gigant mężczyzn | DNF        | DNF        | NQ         | NQ         | DNF     | DNF     | [ 2 ]  |
| Manon Ouaiss | slalom kobiet          | 1:02.69    | 52.        | 1:02.96    | 46.        | 2:05.65 | 46.     | [ 3 ]  |
| Manon Ouaiss | slalom gigant kobiet   | 1:08.88    | 54.        | DNF        | DNF        | DNF     | DNF     | [ 3 ]  |